# Армандо Тобар
Армандо Тобар (ісп. Armando Tobar, 7 червня 1938, Вінья-дель-Мар — 18 листопада 2016, Вінья-дель-Мар) — чилійський футболіст, що грав на позиції нападника.
Виступав за клуби «Сантьяго Вондерерз» та «Універсідад Католіка», а також національну збірну Чилі, у складі якої брав участь у двох чемпіонатах Південної Америки (1959 і 1967) і двох чемпіонатах світу (1962 та 1966).

## Клубна кар'єра
Починав грати у футбол у рідному місті в клубі «Крус Верде» з району Санта-Інес, пізніше перейшов до юнацької команди більш відомого місцевого клубу «Евертон».
У 1954 році приєднався до «Сантьяго Вондерерз», в його складі вигравав золоті медалі чемпіонату Чилі 1958 року і здобув два Кубка країни у 1959 і 1961 роках.
У 1962 році перейшов до столичного клубу «Універсідад Католіка», в його складі також ставав чемпіоном країни, в 1966 році. У 1968—1969 роках виконував обов'язки головного тренера клубу, після від'їзду колишнього тренера Фернандо Рієри в Іспанію, і здобув перемогу у двоматчевому протистоянні за вихід в Кубок Лібертадорес над принциповим суперником «Універсідад де Чилі». У Кубку Лібертадорес в 1962—1969 роках зіграв 23 матчі та забив 7 голів.
За всю свою кар'єру забив 132 голи у вищому дивізіоні чемпіонату Чилі. Станом на 2020 рік ділить 29 місце в списку найкращих бомбардирів турніру за всю історію. Завершив професійну кар'єру футболіста виступами за команду «Універсідад Католіка» у 1970 році.
Після закінчення ігрової кар'єри продовжив працювати тренером, у тому числі очолював клуби «Уачіпато», «О'Хіггінс», «Аудакс Італьяно», «Сантьяго Вондерерз», «Евертон» з Вілья-дель-Мар і «Рейнджерс» (Талька).

## Виступи за збірну
1959 року дебютував в офіційних матчах у складі національної збірної Чилі. Перший гол за збірну забив 21 березня 1959 року в матчі чемпіонату Південної Америки в Аргентині проти Перу (1:1).
У 1962 році на домашньому чемпіонаті світу починав як запасний гравець, в ході турніру пробився до основного складу і зіграв у чотирьох матчах, у тому числі у чвертьфіналі, півфіналі та матчі за третє місце, і став володарем бронзових медалей. Через чотири роки, на чемпіонаті світу в Англії, вийшов на поле в одному матчі на груповій стадії проти Італії, а команда не подолала груповий етап.
Всього в національній команді взяв участь у 42 матчах і забив 5 голів.

## Особисте життя
Був одружений з Марією Боххіано, мав дочку. В останні 12 років життя мав хворобу Альцгеймера.
Помер 18 листопада 2016 року на 79-му році життя у місті Вінья-дель-Мар.

## Титули і досягнення
- Бронзовий призер чемпіонату світу: 1962
- Бронзовий призер Чемпіонату Південної Америки: 1967